# Моро, Матюрен
Матюре́н Моро́ (фр. Mathurin Moreau; 18 ноября 1822 года, Дижон — 14 февраля 1912 года, Париж) — французский скульптор.

## Биография и творчество
Первоначальное художественное образование получил в Дижоне под руководством своего отца, также скульптора, а потом учился у Кл. Раме и А. А. Дюмона в Париже.

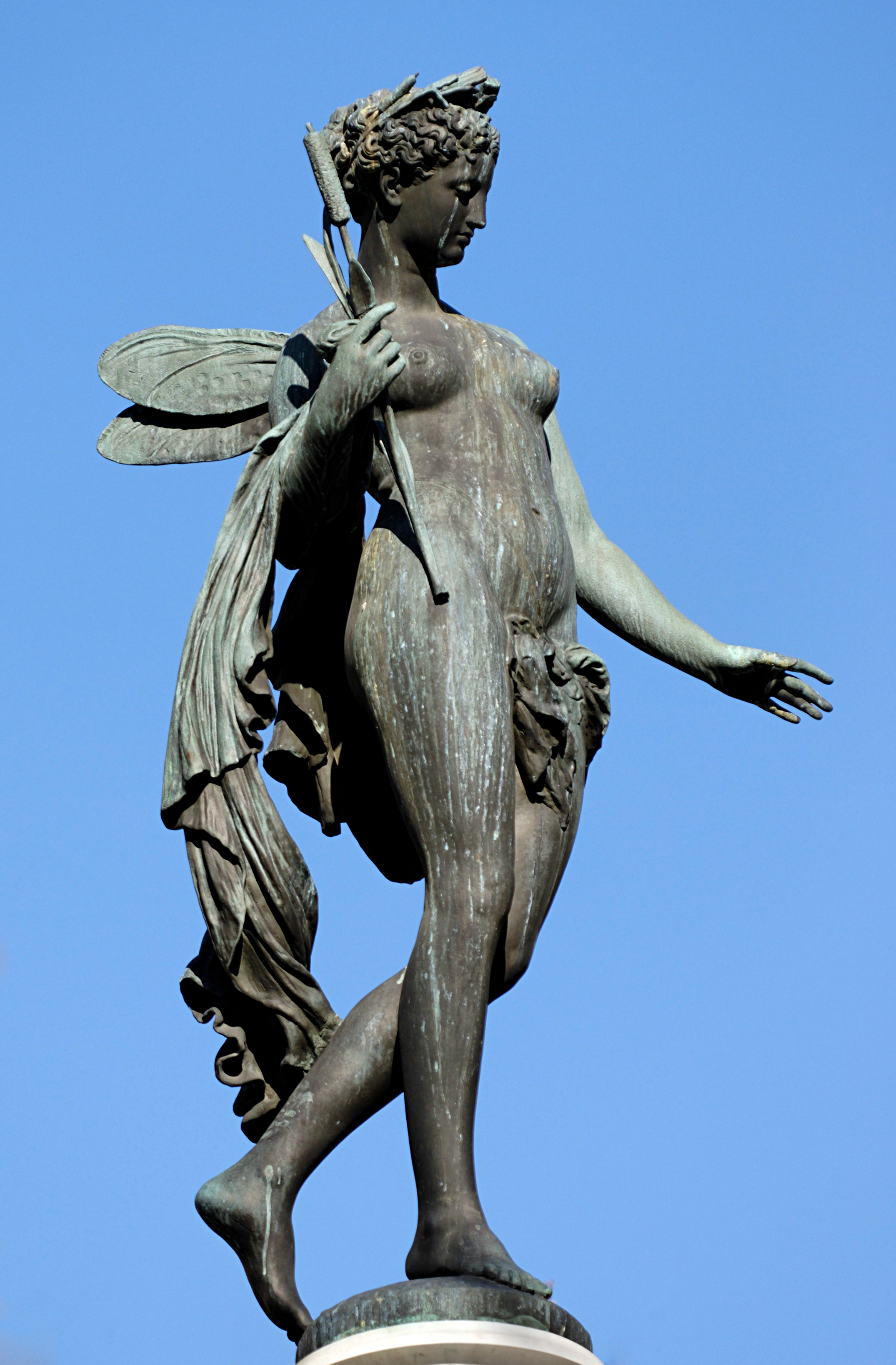
Речная нимфа работы М. Моро венчает парижский фонтан на площади перед театром Комеди Франсэз (бронза, 1874)

Исполнитель многих идеальных и аллегорических статуй, групп и рельефов, из которых в особенности достойны внимания:
- «Фея цветов» (1853; бронзовая группа),
- «Лето» (1855; мраморная статуя),
- «Спящее дитя» (1857),
- «Пряха» (1859; бронза),
- «Studiosa» (1866; мраморная фигура),
- «Корнелия» (бронзовая группа),
- статуи Св. Иеронима и Св. Григория Великого (1865; в церкви Св. Троицы в Париже),
- группы «Сальтарелла» и «Примавера» (бронза),
- рельеф главного портала парижской церкви св. Августина
- несколько кариатид в здании Новой оперы в Париже.